# Лингеман, Детлеф
Детлеф Лингеман (нем. Detlef Lingemann; 10 ноября 1954, Дюссельдорф) – немецкий дипломат.

## Биография
После окончания средней школы и прохождения военной службы, с 1975 года изучал право в университетах Бонна, Лондона и Страсбурга.
С 1981 года – на дипломатической службе. С 1983 года работал в посольстве Германии в Москве. С 1986 по 1989 год – постоянный представитель посольства Германии в Мали. Затем работал в министерстве иностранных дел, С 1992 по 1995 год – заместитель начальника департамента МИДа.
С 1995 по 2000 год возглавлял отдел прессы посольства Германии в Соединённых Штатах Америки. Затем снова работал в Министерстве иностранных дел в Берлине.
В 2004–2006 годах – посол ФРГ в Азербайджане. С 2011 по 2014 год  работал послом в Чехии, с 2014 по 2017 год — послом Федеративной Республики в Болгарии. Затем занимал пост посла ФРГ в Финляндии (2017–2020).